# Bogueklasse
De Bogueklasse waren een groep van escortevliegdekschepen van de United States Navy gebouwd tijdens de Tweede Wereldoorlog.

## Overdracht aan de Royal Navy
Een aantal schepen van de klasse werden overdragen aan de Royal Navy onder het Lend-lease programma. Ze kregen nieuwe namen voor hun Britse dienst, en na de oorlog keerden ze weer terug naar de US Navy. De eerste groep die overgedragen werd aan de Royal Navy was bekend als de Attackerklasse. Als vervanging werden nieuwe schepen gebouwd voor de Amerikaanse vloot met dezelfde namen. Een tweede groep schepen werd gebouwd en vrijwel geheel overgedragen aan de Royal Navy, bekend als Ameerklasse of de Rulerklasse in Britse dienst en soms als Prince William-klasse bij de US Navy.
Zoals geleverd moesten de vliegdekschepen modificaties ondergaan om te voldoen aan de eisen van de Royal Navy en voor sommige werd al voorwerk gedaan in Vancouver, Canada. Dit hield onder meer in het verlengen van het vliegdek, herontworpen Rying controls en jager aansturing lay-out installeren, modificaties aan de hangar, accommodatie en opslagruimtes, extra veiligheidsmaatregelen, installaties voor bijtanken op zee, alle communicatiesystemen, extra draadloze en radio-faciliteiten en andere onderdelen welke belangrijk werden gevonden in Britse dienst.
De consequente vertragingen in het in dienst krijgen van deze schepen zorgden voor kritiek voor sommigen binnen de US Navy.

## Schepen

### Eerste groep (Bogue- /Attackerklasse)
- USS Altamaha (CVE-6) werd HMS Battler (D18)
- USS Altamaha (CVE-18)
- USS Barnes (CVE-7) werd HMS Attacker (D02)
- USS Barnes (CVE-20)
- USS Block Island (CVE-8) werd HMS Hunter (D80)
- USS Block Island (CVE-21) tot zinken gebracht door de Duitse U-549 ten noordoosten van de Canarische Eilanden op 29 mei 1944.
- USS Bogue (CVE-9)
- USS Breton (CVE-10) werd HMS Chaser (D32)
- USS Breton (CVE-23)
- USS Card (CVE-11)
- USS Copahee (CVE-12)
- USS Core (CVE-13)
- USS Croatan (CVE-14) werd HMS Fencer (D64)
- USS Croatan (CVE-25)
- USS Hamlin (CVE-15) werd HMS Stalker (D91)
- USS Nassau (CVE-16)
- USS Prince William (CVE-19) werd HMS Striker (D12)
- USS St. George (CVE-17) werd HMS Pursuer (D73)
- HMS Ravager (D70)
- HMS Searcher (D40)
- HMS Tracker (D24)

### Tweede groep (Bogue- /Ameer- /Ruler- /Prince William-klasse)
- USS Baffins (CVE-35) werd HMS Ameer (D01)
- USS Bastian (CVE-37) werd HMS Trumpeter (D09)
- USS Bolinas (CVE-36) werd HMS Begum (D38)
- USS Carnegie (CVE-38) werd HMS Empress (D42)
- USS Chatham (CVE-32) werd HMS Slinger (D26)
- USS Cordova (CVE-39) werd HMS Khedive (D62)
- USS Delgada (CVE-40) werd HMS Speaker (D90)
- USS Edisto (CVE-41) werd HMS Nabob (D77)
- USS Estero (CVE-42) werd HMS Premier (D23)
- USS Glacier (CVE-33) werd HMS Atheling (D51)
- USS Jamaica (CVE-43) werd HMS Shah (D21)
- USS Keweenaw (CVE-44) werd HMS Patroller (D07)
- USS Niantic (CVE-46) werd HMS Ranee (D03)
- USS Perdido (CVE-47) werd HMS Trouncer (D85)
- USS Prince (CVE-45) werd HMS Rajah (D10)
- USS Prince William (CVE-31)
- USS Pybus (CVE-34) werd HMS Emperor (D98)
- USS St. Andrews (CVE-49) werd HMS Queen (D19)
- USS St. Joseph (CVE-50) werd HMS Ruler (D72)
- USS St. Simon (CVE-51) werd HMS Arbiter (D31)
- USS Sunset (CVE-48) werd HMS Thane (D48)
- USS Vermillion (CVE-52) werd HMS Smiter (D55)
- USS Willapa (CVE-53) werd HMS Puncher (D79)
- USS Winjah (CVE-54) werd HMS Reaper (D82)